# Csathó Ferenc
Csíkdelnei Csathó Ferenc (Nagyvárad, 1845. június 29. – Budapest, 1928. április 10.) magyar jogász, bíró, valóságos belső titkos tanácsos, a budapesti királyi ítélőtábla elnöke, a Főrendiház tagja, Csathó Kálmán író édesapja.

## Élete
A nemesi származású csíkdelnei Csathó család sarja. Apja csíkdelnei Csathó Gábor (1802–1869), nagyváradi polgár, anyja Szilágyi Mária (1811–1873). Csathó Ferencné Szilágyi Mária fivére Szilágyi Lajos (1808–1881) jogász volt, akinek hitvesétől erzsébetvárosi Lukács Anna (1815–1898) asszonytól született fia, Szilágyi Dezső (1840–1901) magyar jogász, politikus, igazságügy-miniszter, országgyűlési képviselő, a Magyar Tudományos Akadémia tagja.
A középiskolát a nagyváradi premontrei főgimnáziumban végezte, majd Nagyváradon jogot hallgatott, végül a pozsonyi jogakadémián jogi diplomát szerzett. 1868-ban Nagyvárad város aljegyzője, a következő évben pedig városi tanácsos lett. 1871-ben a nagyváradi törvényszékhez albiróvá, majd törvényszéki bíróvá nevezték ki. 1881-ben a budapesti királyi ítélőtáblához helyezték és 1884-ben ítélőtáblai bíró lett. 1891-ben a királyi táblák decentralizációja következtében a debreceni királyi táblához helyezték tanácselnöknek, majd 1893-ban kúriai bíró lett. 1896-ban a marosvásárhelyi ítélőtábla, 1899-ben pedig a szegedi királyi ítélőtábla elnökévé nevezték ki. 1901. április 13-án kúriai tanácselnöki kinevezést kapott, a IV. polgári (váltó és kereskedelmi) tanács elnöke lett. 1904-ben Oberschall Adolf a kúria másodelnökévé való kinevezésével megüresedett a budapesti királyi ítélőtábla elnöki tisztsége, és Ferenc József Csathó Ferencet nevezte ki erre a posztra. Hivatalból a Főrendiház tagja lett, ahol részt vett a mentelmi, a közjogi és törvénykezési, a felirati bizottság, valamint a királyi és országos közigazgatási fegyelmi bíróság és az igazoló bíróság munkájában. 1908 novemberében valóságos belső titkos tanácsossá nevezték ki. Az Országos Kaszinó aktív tagja volt, sokáig az igazgatói tisztet is betöltötte. 1915-ben vonult nyugalomba. 1928. április 10-én hunyt el 82 évesen, Degré Miklós ítélőtáblai elnök búcsúztatta. Sírja a Fiumei úti sírkertben található 43. parcella, 1-26.

## Házasságai és leszármazottjai
Első felesége  Szikszay Jeanette (1846–Nagyvárad, 1879. augusztus 24.), akinek a szülei Szikszay József (1814–1899), földbirtokos, városi bizottsági tag, színházi nyugdíj intézeti elnök, és csíkszeredai Gáll Jozefa (1822–1906) voltak. Az apai nagyszülei Szikszay Dániel, földbirtokos és tasnádi Kardos Zsuzsanna voltak. Csathó Ferenc és Szikszay Jeanette frigyéből született:
- csíkdelnei Csathó Gabriella. Férje: hegyeshalmi Halászy Jenő (Győr, 1856. október 19.–Gyömrő, 1918. november 6.), királyi törvényszéki bíró, Bezin az ágostai egyház felügyelője, koroncói nagybirtokos.[19]

A második neje nemes Pallay Etelka (1847–Budapest, 1929. augusztus 25.), akinek a szülei nemes Pallay János (1817–1879), Bihar vármegye tiszti főügyésze, gyulai királyi közjegyző, és gyulafalvi Bulyovszky Mária (1819–1901) voltak.
- csíkdelnei Csathó Kálmán (1881–1964) író, színházi rendező, az MTA levelező tagja volt.[21]